# Elaeocarpus homalioides
Elaeocarpus homalioides är en tvåhjärtbladig växtart som beskrevs av Schlechter. Elaeocarpus homalioides ingår i släktet Elaeocarpus och familjen Elaeocarpaceae. Inga underarter finns listade i Catalogue of Life.